# ヘンリー・バトラー (第2代キャリック伯爵)
第2代キャリック伯爵ヘンリー・トマス・バトラー（英語: Henry Thomas Butler, 2nd Earl of Carrick、1746年5月19日 – 1813年7月20日）は、アイルランド貴族、政治家。

## 生涯
初代キャリック伯爵サマセット・ハミルトン・バトラーとジュリアナ・ボイル（Juliana Boyle、1728年頃 – 1804年2月22日、初代シャノン伯爵ヘンリー・ボイルの娘）の息子として、1746年5月19日に生まれた。
1768年から1774年までキリレイ選挙区の代表としてアイルランド庶民院議員を務めた後、1774年4月15日に父が死去するとキャリック伯爵の爵位を継承、11月1日にアイルランド貴族院議員に就任した。
1774年8月7日、サラ・テイラー（Sarah Taylor、1756年頃 – 1841年4月4日/8月14日、エドワード・テイラーの娘）と結婚、2男3女をもうけた。
- アン（1776年8月3日 – 1831年5月29日） - 1798年9月5日、第6代ファーナム男爵ヘンリー・マクスウェルと結婚、子供あり
- サマセット・リチャード（1779年 – 1838年） - 第3代キャリック伯爵、子供あり
- ヘンリー・エドワード（1780年12月3日 – 1856年12月7日） - 1812年1月6日、ジェーン・ゴーワン（Jane Gowan、1834年8月30日没、クロットワーシー・ゴーワンの娘）と結婚、子供あり。1836年11月29日、フランシス・マレヴァラー・トルソン（Frances Mauleverer Toulson、1844年6月27日没）と再婚、子供あり。第6代キャリック伯爵チャールズ・ヘンリー・サマセット・バトラーの祖父
- ジュリアナ（1783年9月20日 – 1861年7月22日） - 1800年10月20日、第2代ベルモア伯爵サマセット・ローリー＝コリー（英語版）と結婚、子供あり
- サラ（1839年没） - 1812年10月12日、チャールズ・ハーワード・バトラー（Charles Harward Butler、1781年 – 1860年11月7日、第17代オーモンド伯爵ジョン・バトラー（英語版）の息子）と結婚、子供あり

1813年7月20日にキルケニー県で死去、息子サマセット・リチャードが爵位を継承した。